# Tobias Smollett
Tobias George Smollett (Dalquhurn, West Dunbartonshire, Escocia, 19 de marzo de 1721 – Livorno, 17 de noviembre de 1771), médico, escritor, traductor, historiador, periodista y cervantista británico.
Su obra incluye novelas, libros de historia, traducciones y ensayo político. Roderick Random es la primera y la más conocida de sus novelas. Su History of England (Historia de Inglaterra) es impresa habitualmente junto a la de Hume. Su traducción del Quijote supo mantener gran parte del humor del original. En cuanto a su lírica, destaca Ode to Leven Water (Oda al agua relampagueante).

## Biografía
Smollett nació en Dalquhurn, en Escocia, en 1721, en el seno de una familia de clase media, en la que la mitad de sus parientes eran abogados, y la otra mitad militares. Con catorce años, se trasladó a Glasgow, ciudad en la que trabajó primero como aprendiz de cirujano, y en la que luego estudiaría medicina en su Universidad de Glasgow. Con diecinueve años, en 1739, y dando por concluidos sus estudios, se dirigió a Londres creyendo que conquistaría la gloria literaria con algunos poemas y una tragedia, El regicida, que nadie aceptó. Desesperado y en la mayor miseria, se alistó como cirujano en la marina de guerra y recorrió todo el Mediterráneo, el Atlántico y, por último, el mar Caribe. Mientras estuvo de servicio como cirujano en la Royal Navy, participó en la Batalla de Cartagena de Indias (1742), de la que luego realizaría una valiosísima descripción en su novela Las aventuras de Roderick Random.
Cuando fue licenciado, decidió quedarse en el Caribe, y vivió en Jamaica hasta 1744. En la Jamaica británica se enamoraría de una criolla, Anne Lascelles, con la que contrajo matrimonio en 1747; con ella se trasladó a Londres, donde intentaba ganarse la vida honradamente en un consultorio de Downing Street de escaso éxito. Al tiempo, perseveraba en su intento de que su tragedia El regicida fuera representada. Truncadas otra vez sus esperanzas, y nuevamente sumido en la miseria, dio un giro a su vida cuando en 1748 escribió Las aventuras de Roderick Random, novela picaresca de largo aliento, extraordinariamente viva y chispeante, autobiográfica en su mayor parte, y optimista a pesar del duro testimonio que ofrece de la vida a bordo de los buques de guerra, el mundo del contrabando y la prisión por deudas. Su protagonista, Roderick Random, termina felizmente casado con la bella y fiel Narcissa.
El éxito de la novela lo animó y en menos de veinte años Smollett publicó cinco largas novelas y una veintena de obras diversas, entre las que figuran una monumental Historia de Inglaterra y una Historia universal. Además editó dos revistas literarias, una de ellas The Critical Review, promovió una colección de libros de viajes y tradujo, gracias a los conocimientos del español adquiridos durante su etapa en el Caribe, Don Quijote de la Mancha (1755), versión que revisó en 1761 y que aún hoy se edita en el mundo anglosajón, de la que se dice mantiene todo el humor y la frescura del original. También abordó la traducción de las Obras completas de Voltaire en dieciocho volúmenes. El prestigio de Smollett en el mundo intelectual inglés le valieron el elogio de Samuel Johnson, y las excelentes ventas de todas sus obras permitieron que, en 1760, Smollett pudiera considerarse, ya, rico. Después de sufrir la pérdida de su única hija, él y su esposa se fueron al extranjero, y el resultado fue la publicación Viajes por Francia e Italia (1766). También publicó La historia y aventuras de un átomo (1769), que dio su opinión sobre la política británica durante la Guerra de los Siete Años en forma de cuento japonés. En 1768, el año en que se mudó a Italia, Smollett le confió a Robert Cunninghame Graham de Gartmore la venta de los esclavos que aún poseía en Jamaica. 
Smollet fue uno de los primeros ingleses en descubrir los encantos de la Riviera, donde residió algunas temporadas para reparar su salud, afectada por un trabajo intenso y agotador. Dicen que en este tiempo, debido a los problemas de salud que padecía, se le agrió el humor, y que su mordacidad anterior dio paso a la misantropía. Desde luego, el Diario de viajes por Francia e Italia que publicó muestra su amargura, quejándose de todo cuanto ve (y desaprueba), hasta el punto de que el Smellfungus misántropo y amargado del que se ríe Laurence Sterne en su Viaje Sentimental son una parodia del propio Smollett. Finalmente, con la salud quebrada, murió en Livorno en 1771, donde aún hoy descansan sus restos.

## Obra
Su famosa Las aventuras de Roderick Random (1748) ofrece una visión de la vida en la Marina británica que el autor conocía personalmente, y donde destacan el vicio y la brutalidad de una forma realista, pero con un tono satírico que disminuye en cierta medida la fuerza de la denuncia. La técnica de Smollett, dice Anthony Burgess, "es la exageración y no el reportaje directo de Defoe"; pero se lee la obra como diversión, y como tal es excelente y la primera de una larga serie de novelas sobre la vida del mar que cuenta con los nombres distinguidos de Joseph Conrad y Herman Melville. Según Robert Barnard,
«Los rasgos característicos del genio de Smollet son la violencia y una atracción casi enfermiza por la suciedad, la enfermedad, los olores y la fealdad de todo tipo, cosa que consigue describir con un afán que roza lo masoquista. A diferencia de lo que encontramos en Fielding, no hay un ningún punto de humanidad en los tipos grotescos que pueblan sus novelas: todos forman parte de la imagen que Smollett tiene del mundo, horrible e inútilmente brutal, y la agrandan. El carácter pesimista y casi patológico de la visión que nos proporciona Smollett parece alinear a este autor con algunos escritores del siglo XX, que utilizan el detalle pornográfico y escatológico para destacar la crueldad y la depravación de nuestra época».
Peregrine Pikle (1751) es otra novela picaresca que como la anterior se desnaturaliza acabando bien, y también una historia más apacible y menos violenta de marineros en tierra. Se trata de un pícaro que lleva una vida depravada hasta que se casa con la virtuosa Emilia; más que el personaje principal destacan esta vez los secundarios, cuales el comodoro Trunnion y Boatswain Pipes; el telón de fondo sigue vívidamente dibujado y se hace un retrato exacto de las crueldades de la Francia prerrevolucionaria.
Las aventuras de Ferdinand, conde de Fathom (1753) es también una novela picaresca en línea con la Moll Flanders de Daniel Defoe y el Henry Fielding de Jonathan Wild el Grande, pero el autor ha agotado su experiencia personal y renueva el género con los elementos nuevos del misterio cuidadosamente dosificado y la aparición del horror, y del terror incluso, anunciando la novela gótica, pero salva al villano protagonista antes del final pintando su regeneración moral.
Las aventuras de sir Lancelot Greaves (1762) fue concebida para aparecer por entregas en el British Magazine que Smollet acababa de fundar, y el autor hace terminar cada capítulo en un misterio, convirtiéndolo en un precursor del folletín; se dice que es una versión inglesa de Don Quijote.
La expedición de Humphrey Clinker (1770) puede considerarse la obra maestra de Smollet: es una novela epistolar que narra la vida de otro Roderick Random que vaga a través de un mundo caricaturesco de intenso colorido, cuyos contrastes son excesivos y donde los sentimientos aparecen exacerbados, aunque matizados por la ternura y la profunda humanidad del autor; éste se hallaba en los cuarenta y nueve años, pero estaba ya agotado y próximo a la muerte, y se nota que esta obra es un testamento espiritual donde los rasgos de amargura se diluyen en el océano de su benignidad. En realidad es más bien un libro de viajes que cuenta el viaje de una familia de Gales por Inglaterra y Escocia. Esas cartas transparentan las personalidades de los protagonistas; el escaso argumento narrativo se centra en dos tramas amorosas y en el descubrimiento de que Humphrey Clinker, criado de la familia que va de viaje, es en realidad hijo del cabeza de familia míster Bramble, un hombre gruñón pero con un corazón de oro.
La obra de Smollett, tan violenta como sentimental, influyó posteriormente sobre la de Charles Dickens, otro gran lector de Cervantes.